# Архипов, Александр Викторович
Алекса́ндр Ви́кторович Архи́пов (оте́ц Алекса́ндр; 1875, Оренбургская губерния — после 1907) — священник, депутат II Государственной думы Российской империи от Оренбургской губернии (1907).

## Биография
Родился в Оренбургской губернии в 1875 году в семье сотрудника храма (псаломщика) Виктора Архипова. Окончил Челябинское духовное училище, затем поступил в Оренбургскую духовную семинарию, обучение в которой завершил в 1899 году. Получил среднее духовное образование.
В том же 1899 году был рукоположен в священники города Верхнеуральска, где продолжал служить до 1907 года. Кроме того, к 1907 году, он два года уже работал учителем пения в Оренбургском духовном училище, а также в епархиальном женском училище.
По политическим убеждениям считался «левым». 7 февраля 1907 года беспартийный крестьянин А. Архипов был избран во Вторую Государственную Думу Российской империи от общего состава выборщиков Оренбургского губернского избирательного собрания. На бланках «Сведений о членах Государственной Думы» он описан как человек, «по политическим своим убеждениям левее кадет, но ни к каким политическим партиям не принадлежит».
Во II Думе вошёл в Трудовую группу, а также стал членом фракции Крестьянского союза. При распределении мест в думских комиссиях и комитетах стал членом комиссии по церковному законодательству.
7 мая 1907 года в Думе было назначено обсуждение по поводу запроса правительству о слухах про покушение на Николая II. Но трудовики и члены левых фракций демонстративно отсутствовали при объяснениях правительства. В том числе отсутствовали и пять священников: Антоний Гриневич, Александр Бриллиантов, Александр Архипов, Константин Колокольников и Феодор Тихвинский. Это вызвало обсуждение в Святейшем Синоде, 12 мая 1907 года он принял определение  «О священниках, состоящих членами Государственной думы и принадлежащих к крайним революционным партиям». В нем говорилось, что перечисленные клирики «явно уклонились от порицания замыслов цареубийства», что сан священника требует «быть покорным высшим властям» и стремление к ниспровержению власти  несовместимо со званием «духовного пастыря». Данное определение касалось священников А. Гриневича, А. Бриллиантова, А. Архипова, К. Колокольникова и Ф. Тихвинского. «Оправдаться» удалось только А. Гриневичу, остальные четверо были запрещены в служении.
После роспуска Второй Думы (см. Третьеиюньский переворот) был арестован по делу о революционных организациях и приговорён царским судом к четырём годам каторжных работ.
Дальнейшая судьба А. В. Архипова неизвестна.